# Raleigh Bullfrogs
I Raleigh Bullfrogs sono stati una franchigia di pallacanestro della GBA, con sede a Raleigh, nella Carolina del Nord, attivi dal 1991 al 1992.
Non si qualificarono per i play-off nel 1991-92. Scomparvero alla fine della stagione.

## Stagioni
| Stagione | Lega | Denominazione     | V  | P  | %    | Piazzamento | Play-off |
| -------- | ---- | ----------------- | -- | -- | ---- | ----------- | -------- |
| 1991-92  | GBA  | Raleigh Bullfrogs | 28 | 35 | 44,4 | 5º          | -        |